# Diskografie Willow Smithové
Toto je seznam vydané diskografie americké zpěvačky Willow Smithové.

## Studiová alba
| Název                                                                                   | Detaily o albu                                                               | Umístění v hitparádách | Umístění v hitparádách | Umístění v hitparádách | Umístění v hitparádách | Umístění v hitparádách |
| Název                                                                                   | Detaily o albu                                                               | US                     | US Alt                 | US Indie               | US Rock                | SCO                    |
| --------------------------------------------------------------------------------------- | ---------------------------------------------------------------------------- | ---------------------- | ---------------------- | ---------------------- | ---------------------- | ---------------------- |
| Ardipithecus                                                                            | - Vydáno: 11. prosince 2015 - Vydavatelství: Roc Nation, Interscope          | —                      | —                      | —                      | —                      | —                      |
| The 1st                                                                                 | - Vydáno: 31. října 2017 - Vydavatelství: Roc Nation                         | —                      | —                      | —                      | —                      | —                      |
| Willow                                                                                  | - Vydáno: 19. července 2019 - Vydavatelství: Roc Nation, MSFTSMusic          | —                      | 19                     | —                      | —                      | —                      |
| Lately I Feel Everything                                                                | - Vydáno: 16. července 2021 - Vydavatelství: Roc Nation, MSFTSMusic, Polydor | 46                     | 5                      | 6                      | 10                     | 84                     |
| Coping Mechanism                                                                        | - Vydáno: 7. října 2022 - Vydavatelství: Roc Nation, MSFTSMusic              | —                      | —                      | —                      | —                      | —                      |
| Empathogen                                                                              | - Vydáno: 3. května 2024 - Vydavatelství: Three Six Zero Records, gamma.     | —                      | —                      | —                      | —                      | —                      |
| "—" značí, že se nahrávka neumístila v hitparádách nebo v tomto území ani nebyla vydána |                                                                              |                        |                        |                        |                        |                        |

### Spolupráce
| Název                                       | Detaily o albu                                                    | Umístění v hitparádách | Umístění v hitparádách | Umístění v hitparádách | Umístění v hitparádách | Umístění v hitparádách |
| Název                                       | Detaily o albu                                                    | US                     | US Alt                 | US Indie               | US Rock                | CAN                    |
| ------------------------------------------- | ----------------------------------------------------------------- | ---------------------- | ---------------------- | ---------------------- | ---------------------- | ---------------------- |
| The Anxiety (jako The Anxiety s Tyler Cole) | - Vydáno: 13. března 2020 - Vydavatelství: Roc Nation, MSFTSMusic | 103                    | 11                     | 13                     | 17                     | 77                     |

## Extended play
| Název                      | Detaily                                                              |
| -------------------------- | -------------------------------------------------------------------- |
| 3                          | - Vydáno: 31. října 2014 - Vydavatelství: Roc Nation                 |
| Interdimensional Tesseract | - Vydáno: 10. ledna 2015 - Vydavatelství: samovydavatel              |
| Mellifluous                | - Vydáno: 7. prosince 2016 - Vydavatelství: samovydavatel            |
| Rise (s Jahnavi Harrison)  | - Vydáno: 20. listopadu 2020 - Vydavatelství: MSFTSMusic, Roc Nation |

## Singly

### Jako hlavní umělkyně
| Název                                                                                   | Rok  | Umístění v hitparádách | Umístění v hitparádách | Umístění v hitparádách | Umístění v hitparádách | Umístění v hitparádách | Umístění v hitparádách | Umístění v hitparádách | Umístění v hitparádách | Umístění v hitparádách | Umístění v hitparádách | Certifikace                                                                         | Album                    |
| Název                                                                                   | Rok  | US                     | US Rock                | AUS                    | BEL (FL)               | CAN                    | IRE                    | NZ                     | SWE                    | UK                     | WW                     | Certifikace                                                                         | Album                    |
| --------------------------------------------------------------------------------------- | ---- | ---------------------- | ---------------------- | ---------------------- | ---------------------- | ---------------------- | ---------------------- | ---------------------- | ---------------------- | ---------------------- | ---------------------- | ----------------------------------------------------------------------------------- | ------------------------ |
| "Whip My Hair"                                                                          | 2010 | 11                     | —                      | 18                     | 28                     | 18                     | 11                     | 35                     | —                      | 2                      | —                      | - RIAA: 3× Platinum - ARIA: Platinum - BPI: Silver - MC: Gold                       | Singly bez alb           |
| "21st Century Girl"                                                                     | 2011 | 99                     | —                      | —                      | 62                     | —                      | 36                     | —                      | —                      | 91                     | —                      |                                                                                     | Singly bez alb           |
| "Fireball" (feat. Nicki Minaj)                                                          | 2011 | —                      | —                      | —                      | 108                    | —                      | —                      | —                      | —                      | —                      | —                      |                                                                                     | Singly bez alb           |
| "F Q-C #7"                                                                              | 2015 | —                      | —                      | —                      | —                      | —                      | —                      | —                      | —                      | —                      | —                      |                                                                                     | Singly bez alb           |
| "Why Don't You Cry"                                                                     | 2015 | —                      | —                      | —                      | —                      | —                      | —                      | —                      | —                      | —                      | —                      |                                                                                     | Ardipithecus             |
| "Wait a Minute!"                                                                        | 2016 | —                      | —                      | 25                     | 73                     | —                      | 75                     | 24                     | —                      | —                      | 43                     | - RIAA: 2× Platinum - ARIA: 3× Platinum - BPI: Platinum - RMNZ: 3× Platinum         | Ardipithecus             |
| "Romance"                                                                               | 2017 | —                      | —                      | —                      | —                      | —                      | —                      | —                      | —                      | —                      | —                      |                                                                                     | The 1st                  |
| "Hey, You!" (jako the Anxiety s Tyler Cole)                                             | 2020 | —                      | —                      | —                      | —                      | —                      | —                      | —                      | —                      | —                      | —                      |                                                                                     | The Anxiety              |
| "Transparent Soul" (feat. Travis Barker)                                                | 2021 | 76                     | 10                     | —                      | 94                     | 54                     | 26                     | 37                     | —                      | 28                     | 84                     | - RIAA: Platinum - BPI: Silver - RMNZ: Gold                                         | Lately I Feel Everything |
| "Lipstick"                                                                              | 2021 | —                      | —                      | —                      | —                      | —                      | —                      | —                      | —                      | —                      | —                      |                                                                                     | Lately I Feel Everything |
| "Meet Me at Our Spot" (jako the Anxiety s Tyler Cole)                                   | 2021 | 21                     | 3                      | 8                      | 33                     | 22                     | 4                      | 6                      | 65                     | 10                     | 21                     | - RIAA: 2× Platinum - ARIA: Platinum - BPI: Platinum - MC: Gold - RMNZ: 2× Platinum | The Anxiety              |
| "Gaslight" (feat. Travis Barker)                                                        | 2021 | —                      | —                      | —                      | —                      | —                      | —                      | —                      | —                      | —                      | —                      |                                                                                     | Lately I Feel Everything |
| "Emo Girl" (s Machine Gun Kelly)                                                        | 2022 | 77                     | 9                      | 78                     | 49                     | 64                     | 71                     | —                      | —{                     | 52                     | 91                     | - RIAA: Gold - MC: Gold                                                             | Mainstream Sellout       |
| "Purge" (feat. Siiickbrain)                                                             | 2022 | —                      | —                      | —                      | —                      | —                      | —                      | —                      | —                      | —                      | —                      |                                                                                     | Singl bez alb            |
| "Memories" (s Yungblud)                                                                 | 2022 | —                      | —                      | —                      | —                      | —                      | —                      | —                      | —                      | —                      | —                      |                                                                                     | Yungblud                 |
| "Maybe It's My Fault"                                                                   | 2022 | —                      | —                      | —                      | —                      | —                      | —                      | —                      | —                      | —                      | —                      |                                                                                     | Coping Mechanism         |
| "Hover Like a Goddess"                                                                  | 2022 | —                      | —                      | —                      | —                      | —                      | —                      | —                      | —                      | —                      | —                      |                                                                                     | Coping Mechanism         |
| "Curious/Furious"                                                                       | 2022 | —                      | —                      | —                      | —                      | —                      | —                      | —                      | —                      | —                      | —                      |                                                                                     | Coping Mechanism         |
| "Split"                                                                                 | 2022 | —                      | —                      | —                      | —                      | —                      | —                      | —                      | —                      | —                      | —                      |                                                                                     | Coping Mechanism         |
| "Alone"                                                                                 | 2023 | —                      | —                      | —                      | —                      | —                      | —                      | —                      | —                      | —                      | —                      |                                                                                     | Singl bez alb            |
| "Symptom of Life"                                                                       | 2024 | —                      | —                      | —                      | —                      | —                      | —                      | —                      | —                      | —                      | —                      |                                                                                     | Empathogen               |
| "Big Feelings"                                                                          | 2024 | —                      | —                      | —                      | —                      | —                      | —                      | —                      | —                      | —                      | —                      |                                                                                     | Empathogen               |
| "—" značí, že se nahrávka neumístila v hitparádách nebo v tomto území ani nebyla vydána |      |                        |                        |                        |                        |                        |                        |                        |                        |                        |                        |                                                                                     |                          |

### Jako vedlejší umělkyně
| "Buzzed" (¿Téo? feat. Willow)                                                           | 2021 | —  | —  | —  | —  | — | —  | —  | —  | Sol           |
| "Swipe Right!" (Dani Bby feat. Willow)                                                  | 2021 | —  | —  | —  | —  | — | —  | —  | —  | Singl bez alb |
| "Psychofreak" (Camila Cabello feat. Willow)                                             | 2022 | 75 | —  | 41 | 49 | 5 | 85 | 73 | 50 | Familia       |
| "Where You Are" (PinkPantheress feat. Willow)                                           | 2022 | —  | 22 | —  | 69 | 8 | —  | 58 | —  | Singl bez alb |
| "—" značí, že se nahrávka neumístila v hitparádách nebo v tomto území ani nebyla vydána |      |    |    |    |    |   |    |    |    |               |

### Promo singly
| Název                      | Rok  | Album          |
| -------------------------- | ---- | -------------- |
| "Do It Like Me (Rockstar)" | 2012 | Singly bez alb |
| "I Am Me"                  | 2012 | Singly bez alb |

## Další umístěné písně
| Název                                                                                   | Rok  | Umístění v hitparádách | Umístění v hitparádách | Certifikace  | Album                    |
| Název                                                                                   | Rok  | US Rock                | NZ Hot                 | Certifikace  | Album                    |
| --------------------------------------------------------------------------------------- | ---- | ---------------------- | ---------------------- | ------------ | ------------------------ |
| "Summertime in Paris" (Jaden feat. Willow)                                              | 2019 | —                      | 14                     | - RIAA: Gold | Erys                     |
| "Grow" (s Avril Lavigne feat. Travis Barker)                                            | 2021 | 46                     | —                      |              | Lately I Feel Everything |
| "—" značí, že se nahrávka neumístila v hitparádách nebo v tomto území ani nebyla vydána |      |                        |                        |              |                          |

## Spoluumělkyně
| Název                            | Rok  | Další umělec                         | Album                                                    |
| -------------------------------- | ---- | ------------------------------------ | -------------------------------------------------------- |
| "Find You Somewhere"             | 2012 | Jaden, AcE                           | The Cool Cafe: Cool Tape Vol. 1                          |
| "Keep Ya Love"                   | 2014 | Jaden                                | CTV2                                                     |
| "Let It Breathe"                 | 2014 | Jaden                                | CTV2                                                     |
| "Electric"                       | 2014 | Jaden                                | CTV2                                                     |
| "PCH"                            | 2014 | Jaden                                | CTV2                                                     |
| "Vegetables"                     | 2016 | Jesse Boykins III, Syd               | Bartholomew                                              |
| "Queen of High School"           | 2016 | Hana Vu                              | Píseň bez alb                                            |
| "Rose Golden"                    | 2016 | Kid Cudi                             | Passion, Pain & Demon Slayin'                            |
| "B"                              | 2017 | Jaden, Pia Mia                       | Syre                                                     |
| "Adventure Time Main Title"      | 2018 | Pendleton Ward, Casey James Basichis | Adventure Time: Come Along With Me (Original Soundtrack) |
| "P"                              | 2019 | Jaden                                | Erys                                                     |
| "Summertime in Paris"            | 2019 | Jaden                                | Erys                                                     |
| "Tunnels"                        | 2024 | Lalah Hathaway                       | VANTABLACK                                               |
| "Running Around" (feat. Fousheé) | 2024 | Childish Gambino                     | Bando Stone & the New World                              |
| "100,000 Voices"                 | 2024 | Jacob Collier                        | Djesse Vol. 4                                            |
| "Noid"                           | 2024 | Tyler, the Creator                   | Chromakopia                                              |

## Videoklipy
| Název                                           | Rok                  | Režisér              | Reference            |                      |
| Jako hlavní umělkyně                            | Jako hlavní umělkyně | Jako hlavní umělkyně | Jako hlavní umělkyně | Jako hlavní umělkyně |
| ----------------------------------------------- | -------------------- | -------------------- | -------------------- | -------------------- |
| "Whip My Hair"                                  | 2010                 | Ray Kay              | [ 63 ]               |                      |
| "21st Century Girl"                             | 2011                 | Rich Lee             | [ 64 ]               |                      |
| "Fireball" (feat. Nicki Minaj)                  | 2011                 | Hype Williams        | [ 65 ]               |                      |
| "Do It Like Me (Rockstar)"                      | 2012                 | Willow               | [ 66 ]               |                      |
| "I Am Me"                                       | 2012                 | Mike Vargas          | [ 67 ]               |                      |
| "Summer Fling"                                  | 2013                 | Willow a Mike Vargas | [ 68 ]               |                      |
| "F Q-C #7"                                      | 2015                 | Willow a Mike Vargas | [ 69 ]               |                      |
| "Wit a Indigo"                                  | 2015                 | Ben Tan              | [ 70 ]               |                      |
| "Why Don't You Cry"                             | 2015                 | Mike Vargas          | [ 71 ]               |                      |
| Jako vedlejší umělkyně                          |                      |                      |                      |                      |
| "Find You Somewhere" (AcE feat. Jaden a Willow) | 2012                 | Jada Pinkett Smith   | [ 72 ]               |                      |